# 維諾赫拉迪夫卡 (巴什坦卡區)
维诺赫拉迪夫卡（烏克蘭語：Виноградівка）是烏克蘭南部尼古拉耶夫州巴什坦卡區因胡尔卡市镇内的村落。始建於1805年，面積0.7平方公里，海拔高度4米，2001年人口1,388，人口密度每平方公里1,982.9人。

## 名称
该村原名新但泽。1946年，根据乌克兰苏维埃社会主义共和国最高苏维埃主席团的命令，该村更改至现名。